# Less Than Jake
Less Than Jake é uma banda americana de ska punk de Gainesville, Flórida. Originalmente formado em 1992 como um trio de power pop, a banda se transformou num híbrido de ska punk e punk rock. Até hoje, a banda lançou 8 álbuns e alguns singles e compilações. A atual formação consiste no guitarrista/vocalista Chris Demakes, baixista/vocalista Roger Manganelli, baterista/letrista Vinnie Fiorello, trombonista Buddy Schaub, e saxofonista Peter "JR" Wasilewski.
Em 11 de dezembro de 2013 a banda lançou seu mais recente álbum de estúdio, Silver Linings, pela gravadora Pure Noise Records.

## História

### Origem
Antes da formação de Less Than Jake, vocalista e guitarrista Chris Demakes, baterista Vinnie Fiorello, e baixista Shaun Grief formaram uma banda local chamada Good Grief enquanto estavam no colégio em Port Charlotte, Flórida. Good Grief acabou quando Demakes se mudou para o norte para a Universidade da Flórida em Gainesville, Flórida. Em 13 de Julho de 1992, que Less Than Jake nasceu. Enquanto Grief mudou para New York City (ele ia voltar mais tarde como roadie da banda), Demakes e Fiorello começam a escrever músicas na semana antes de Fiorello tentar entrar com Demakes na Universidade da Flórida. Quando uniram, os dois decidiram que eles precisavam de um baixista, mas primeiro, eles queriam um nome. Fiorello disse:
| “ | Nós decidimos, antes de tentarmos contratar um baixista, criar do zero um nome para a banda - para (A) - fazer parecer que nos tivemos nossas coisas juntos ou (B) - fazer-nos sentir melhor. Eu penso que foi (B) ou talvez foi para que eu pudesse escrever isso de novo e de novo no caderno durante as aulas de antropologia. | ” |

O nome da banda veio do cão de Fiorello, Jake, que era tratado melhor que todos na casa, então tudo era "menos que o Jake" (Less Than Jake em inglês). Depois de praticar com diferentes baixistas por muitas semanas, a banda encontrou Roger Manganelli, um guitarrista que estudou na Universidade da Flórida. Depois que Manganelli praticou com a banda na guitarra por algumas horas, a banda despediu o baixista atual e recrutou Roger.
Em 1993, o grupo contratou sua primeira trombonista, Jessica Mills, e lançou sua primeira gravação de 7", Smoke Spot. Mais tarde, o trombonista Buddy Schaub entrou na banda. Depois de seus primeiros anos, a banda fez seu primeiro EP, Better Class Of Losers, feito com compilações, antes de Mike Park concordar em lançar o primeiro álbum da banda na Dill Records. Depois a banda entrou em sua primeira turnê em 1995 com Skankin' Pickle.

## Integrantes

### Integrantes atuais
- Chris Demakes - guitarra, vocal
- Roger Manganelli - baixo, vocal, segunda guitarra (ocasionalmente ao vivo e enquanto grava)
- Vinnie Fiorello - bateria, letras
- Buddy "Goldfinger" Schaub - trombone (toca baixo quando Manganelli toca segunda guitarra em shows)
- Peter "JR" Wasilewski - saxofone, voz de fundo

### Ex-integrantes
- Shaun Grief - baixo
- Jessica Mills - saxofone alto
- Derron Nuhfer - tenor e baritone saxofones
- Pete Anna - alto trombone

### Músicos convidados
- Lars Nylander (do Skankin' Pickle) - valve trombone
- Vinny Nobile (do Pilfers) - trombone
- Scott Klopfenstein (do Reel Big Fish) - trumpet (GNV FLA)
- Chris Rhodes (do The Mighty Mighty Bosstones) - trombone
- Cut Chemist- turntables
- Bobby Grant - Baixo/Backing Vocals
- Kel Mitchell - cantor ("We're All Dudes")
- Billy Bragg - cantor ("The Brightest Bulb Has Burned Out")
- Heather Tabor (do Teen Idols - vocal de fundo ("Look What Happened" Anthem version)
- Jason "Jay" Whalley (de Frenzal Rhomb - vocalista convidado ("Jay Frenzal")
- Talib Kweli - convidado de rap (versão ao vivo de "The Science of Selling Yourself Short")
- Mark Hoppus (do blink-182 e +44)- Co-escritor ("The Rest of My Life")

## Discografia

### Álbuns de estúdio
- Pezcore (1995)
- Losing Streak (1996)
- Hello Rockview (1998)
- Borders & Boundaries (2000)
- Anthem (2003)
- In with the Out Crowd (2006)
- GNV FLA (2008)
- See the Light (2013)
- Silver Linings (2020)

### Álbuns ao vivo
- Bootleg a Bootleg, You Cut Out the Middleman
- Live from Uranus
- Live in Minneapolis

### EPs
- Smoke Spot
- Making Fun of Things You Don't Understand
- Greased (1997)
- Pesto
- Absolution for Idiots and Addicts
- TV/EP
- Greetings from Less Than Jake
- Seasons Greetings from Less Than Jake
- Sound the Alarm (2017)
- Uncharted (2024)

### Coletâneas
- Losers, Kings, and Things We Don't Understand
- The Pez Collection
- Goodbye Blue & White
- B Is for B-sides
- Greetings and Salutations from Less Than Jake (2012)